# Ішов козак з Дону
«Ішов козак з Дону» або «Ой, ішов козак з Дону», також «Та йшов козак з Дону» — український тужливий козацький романс. Вперше опублікована 1805 року. Стала відомою після публікації у творі «Наталка Полтавка» Івана Котляревського.
Пісня має козацьке походження. Автентичне виконання збережено у селі Великомихайлівка Покровського району Дніпропетровської області, де її включено у нематеріальну спадщину ЮНЕСКО елементу Козацькі пісні Дніпропетровщини.
Існує також пісня «Ішов чумак з Дону», яка перегукується в багатьох моментах з піснею «Ішов козак з Дону».

## Опис
Вперше опублікована у виданні 1805 року «Загальний новобраний співаник усіх найкращих російських авторів» (рос. Всеобщий новоизбранный песенник всех лучших российских авторов) під назвою «Ой йшов козак з Дому» в скороченому вигляді з 16 рядків. В пісні використовується гідронім Дон. Спопуляризована у п'єсі «Наталка Полтавка» Івана Котляревського, а також в опері «Наталка Полтавка» мелодію подав композитор Микола Лисенко. Етнограф та фольклорист Микола Маркевич відносив пісню до бурлацьких.
У пісні оспівується продаж сестри османцям. За іншою версією козак купує у пана дівчину. Дівчина від того сума й каже, що вона є братом для нього. Вона дорікає козакові. На думку історика та фольклориста Миколи Закревського, це найулюбленіша пісня українського селянина. Зазвичай її виконує чоловік в тужливому настрої, особливо, якщо вип'є горілки. Силабічний розмір є однаковим. Існує дві варіації пісні: тужлива та весела з музикою для танцю.
Історик Михайло Максимович подавав пісню зі словами «Да бурлаче, бурлаче». Пісню також публікували Філарет Колесса, Алоїз Єдлічка, Пало Чубинський, Олексій Гатцук, Тарас Шевченко, Осип Бодянський. Історик Микола Костомаров записував пісню у Харківській губернії. Композитор Петро Чайковський в концерті b-моль частини першої виконував пісню, яка збігається з «Ішов козак до Дону». Вона записана композитором зі слів сліпих лірників у Браїлові.

## Статус
Пісню внесено у перелік нематеріальної спадщини ЮНЕСКО Козацькі пісні Дніпропетровщини зі статусом «вразлива». Автентичне виконання поширено у селі Великомихайлівка Покровського району Дніпропетровської області.